# Николай Ежов
Никола́й Ива́нович Ежо́в е съветски държавен и политически деятел.
Народен комисар на вътрешните работи (1936 – 1938), специално звание генерален комисар по държавната сигурност (съответства на военно звание маршал) от 1937 г., лишен от званието на 24 януари 1940 година. Става известен с репресивните си мерки, придобили популярност като ежовщина. Формира извънредни органи при НКВД – т.нар. особени съвещания при НКВД и тройки на НКВД. Главен организатор и вдъхновител на Винишката трагедия.
Николай Ежов по време на издигането си за ръководител на НКВД сключва втори брак с Евгения Фейгинберг, дъщеря на равин, която е видна съветска журналистка и главен редактор на списание „СССР в строителство“.
На 29 октомври 1938 година Ежов е арестуван и обвинен в държавна измяна. Малко след ареста си признава, че е хомосексуален, както и че е имал връзка с революционера Филип Голощекин.
На 21 ноември същата година жена му се самоубива поглъщайки отрова, а Ежов е осъден на смърт за „ръководене и подготовка на заговорническа организация в армията и органите на НКВД, провеждане на шпионаж в полза на чужди разузнавания, подготовката на терористични актове против ръководителите на партията и държавата и въоръжено въстание против съветската власт“. Освен това Ежов е осъден за „хомосексуални актове, извършени по антисъветски и користни подбуди“. Присъдата е издадена от Военната колегия на Върховния съд на СССР на 2 февруари 1940 година и изпълнена чрез разстрел на 4 февруари същата година.
- Жената на Ежов, Евгения с осиновеното им дете.